# 日向はまぐり碁石
日向はまぐり碁石（ひゅうがはまぐりごいし）は、宮崎県の伝統工芸品である。この地で採取されたチョウセンハマグリを材料とする白石は、硬度が高く、キメも細かいことから、最高の品質とたたえられた 。『広報ひゅうが』誌の表現を借りると、「内部に透き通った縞の模様が現れ、宝石のように艶やかで、なめらかな感触があり、美術工芸品としても高い評価を」得ている。

## 生物学的背景
碁石の材料になるのはチョウセンハマグリである。とくに日向市のお倉ケ浜および伊勢ケ浜一帯に産するものは殻の一部が通常よりも厚く育っており、この点が碁石の材料として最適である。一種の奇形的発育であるが、その原因については東京帝国大学助手などを歴任した滝康も解明できなかった。日向のハマグリをよそに移植してもこのように奇形的には発育しない。
日向にはスワブテハマグリという言葉がある。「スワブテ」とは「唇が厚い」という意味の方言で、現地ではチョウセンハマグリの地方名・別名としてつかわれる。スワブテハマグリの殻の外縁部から碁石を切り出す（一枚の殻から最大2個）。「スワ」は縁の部分、「ブテ」は太いという文献もある。
碁石の材料となるのは死後数十年から数百年経過した半化石である。生きた貝を使用すると、碁石の品質に問題が出るので死後2-3年特殊な保存法で貯蔵したのち使用する
。

## 沿革
古くは木製の碁石（棊子）などが使用されていたが、ハマグリの殻を白石に利用するようになったのは遅く見積もって17世紀後半である。
明治初期、桑名のハマグリを材料に大阪の業者が市場を席巻した。
桑名産のハマグリの良質なものが枯渇してくると、日向産の貝が注目を浴びる。大阪の碁石業者の番頭・森元次郎は、岩脇村平岩（現・日向市）の浜場で半化石の採種に精を出した。以前に、越中富山の薬売りから日向の海岸に珍しい貝が打ち上げられていると聞いていたのであるが、後に人を雇ってまで半化石を採取、船で大阪に送った。
原田清吉も日雇いで半化石を採取していた一人だが、大阪で数年間碁石製造を学び、日向市財光寺の自宅に日向初の碁石工場を設立した（1908年頃）。大阪の碁石職人小川栄次郎と共同で技術開発したのが後の日向はまぐり碁石の礎である。1872年頃までは輸送の面でハンディを背負う日向の碁石は市場で顧みられなかった。市場で受け入れられるのは大正時代以降である。
1910年にはハマグリの殻3650貫が1155円で取引された、と記録にある。大正時代には、碁石の製造は大阪の農家の副業であった。大阪での生産が途絶すると、日向が全国唯一の産地となった。
現在、日向産のチョウセンハマグリも枯渇し、カリフォルニア半島南端に近いブンタプリエーター産のメキシコハマグリ（ハマグリ属ではない。科は同じ）を材料に使用している。メキシコハマグリについて山口正士は、荒波よせる砂底という環境で殻を厚くすることで姿勢を安定させる、とする。けっして碁石の材料になるためではない。
2021年現在、伝統工芸士の認定を受けている碁石職人が4人いる。